# 40 км (зупинний пункт, Луганська дирекція Донецької залізниці)
40 кіломе́тр — пасажирський залізничний зупинний пункт Лиманської дирекції Донецької залізниці.
Розташований між містами Гірське та Золоте, Сіверськодонецький район, Луганської області на лінії Родакове — Сіверськ між станціями Сентянівка (24 км) та Світланове (4 км). Через військову агресію Росії на сході Україні транспортне сполучення припинене.